# هیولا (رمان کوتاه)
هیولا (به انگلیسی: The Monster) رمانی کوتاه نوشتهٔ نویسنده آمریکایی استیون کرین (۱۸۷۱–۱۹۰۰) در سال ۱۸۹۸ است.
داستان در شهر کوچک و خیالی وِللم ویل در نیویورک رخ می‌دهد. محور داستان پیرامون هِنری جانسون، درشکه‌چی افریقایی-امریکایی است که توسط پزشک شهر، دکتر تریسکات استخدام می‌شود.
هِنری جانسون بعد از نجات دادن پسرِ دکتر تریسکات از آتش‌سوزی به طرز وحشتناکی تغییر قیافه پیدا می‌کند. هنگامی که مردم ساکن شهر به او برچسب هیولا می‌زنند، دکتر تریسکات عهد می‌بندد که از او مراقبت کند. در نتیجه این عهد، خانوادهٔ دکتر تریسکات از جامعه طرد می‌شود.